# Championnat du monde des voitures de sport 1990
Navigation
Édition précédente Édition suivante
Le Championnat du monde des voitures de sport 1990 est la 38e saison du Championnat du monde des voitures de sport (WSC) FIA. Il est réservé pour les voitures du Groupe C et s'est couru du 8 avril 1990 au 7 octobre 1990, comprenant neuf courses.

## Calendrier
| Manche | Course                             | Circuit                      | Participants | Date         |
| ------ | ---------------------------------- | ---------------------------- | ------------ | ------------ |
| 1      | Fujifilm Cup (480 km)              | Circuit de Suzuka            | 34           | 8 avril      |
| 2      | Trofeo Caracciolo (480 km)         | Autodromo Nazionale di Monza | 36           | 29 avril     |
| 3      | British Empire Trophy (480 km)     | Circuit de Silverstone       | 33           | 20 mai       |
| 4      | 480 km de Spa                      | Circuit de Spa-Francorchamps | 31           | 3 juin       |
| 5      | 480 km de Dijon                    | Circuit de Dijon-Prenois     | 32           | 22 juillet   |
| 6      | ADAC Sportwagen WM (480 km)        | Nürburgring                  | 29           | 19 août      |
| 7      | Shell Donington Trophy (480 km)    | Donington Park               | 31           | 2 septembre  |
| 8      | Mondial Players Ltd. (480 km)      | Circuit Gilles-Villeneuve    | 30           | 23 septembre |
| 9      | Trofeo Hermanos Rodriguez (480 km) | Autódromo Hermanos Rodríguez | 27           | 7 octobre    |

## Résultats de la saison

### Attribution des points
Les points sont distribués aux six premiers de chaque course dans l'ordre de 9-6-4-3-2-1 points, toutefois :
- Les pilotes qui ne conduisent pas la voiture dans un certain pourcentage de tours dans une course n'ont pas droit aux points.
- Les constructeurs ne reçoivent les points que de leur voiture la mieux classée, les autres voitures du même constructeur ne marquant aucun point, cependant les points sont attribués aux pilotes de ces voitures.
- Le pilote et les équipes ne marquent pas de points s'ils n'accomplissent pas 75 % de la distance du vainqueur.

### Courses
| Manche | Circuit            | Équipe vainqueur                 | Résultats  |
| Manche | Circuit            | Pilote vainqueur                 | Résultats  |
| ------ | ------------------ | -------------------------------- | ---------- |
| 1      | Suzuka             | Team Sauber Mercedes             | Résultats  |
| 1      | Suzuka             | Jean-Louis Schlesser Mauro Baldi | Résultats  |
| 2      | Monza              | Team Sauber Mercedes             | Résultats  |
| 2      | Monza              | Jean-Louis Schlesser Mauro Baldi | Résultats  |
| 3      | Silverstone        | Silk Cut Jaguar                  | Résultats  |
| 3      | Silverstone        | Martin Brundle Alain Ferté       | Résultats  |
| 4      | Spa-Francorchamps  | Team Sauber Mercedes             | Résultats  |
| 4      | Spa-Francorchamps  | Jochen Mass Karl Wendlinger      | Résultats  |
| 5      | Dijon-Prenois      | Team Sauber Mercedes             | Résultats  |
| 5      | Dijon-Prenois      | Jean-Louis Schlesser Mauro Baldi | Résultats  |
| 6      | Nürburgring        | Team Sauber Mercedes             | Résultats  |
| 6      | Nürburgring        | Jean-Louis Schlesser Mauro Baldi | Résultats  |
| 7      | Donington          | Team Sauber Mercedes             | Résultats  |
| 7      | Donington          | Jean-Louis Schlesser Mauro Baldi | Résultats  |
| 8      | Gilles Villeneuve  | Team Sauber Mercedes             | Résultats† |
| 8      | Gilles Villeneuve  | Jean-Louis Schlesser Mauro Baldi | Résultats† |
| 9      | Hermanos Rodríguez | Team Sauber Mercedes             | Résultats  |
| 9      | Hermanos Rodríguez | Jochen Mass Michael Schumacher   | Résultats  |

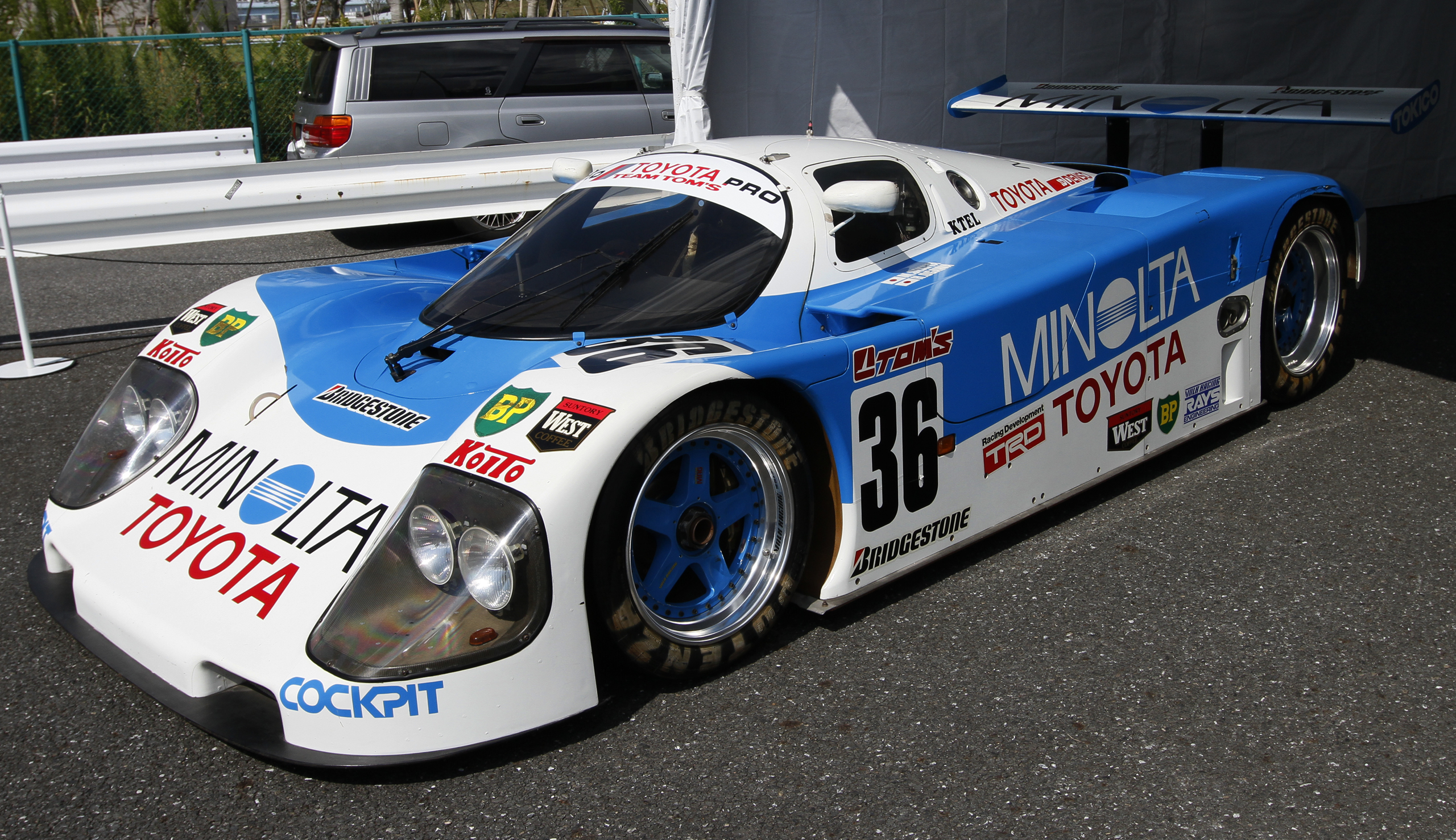
Toyota 90C

† - La course n'a pas couvert 75 % de la distance prévue, la moitié des points sont attribuées.

### Championnat du monde des écuries
| Pos | Écurie                   | Châssis                               | SUZ | MNZ  | SIL  | SPA | DIJ  | NÜR  | DON  | MON | MEX  | Total |
| --- | ------------------------ | ------------------------------------- | --- | ---- | ---- | --- | ---- | ---- | ---- | --- | ---- | ----- |
| 1   | Team Sauber Mercedes     | Sauber C9 Mercedes-Benz C11           | 1   | 1    | Abd. | 1   | 1    | 1    | 1    | 1   | 1    | 67,5  |
| 2   | Silk Cut Jaguar          | Jaguar XJR-11                         | Ret | 3    | 1    | 2   | 4    | 3    | DSQ  | 15  | 3    | 30    |
| 3   | Nissan Motorsports Intl. | Nissan R89C Nissan R90CP Nissan R90CK | 3   | 7    | NC   | 3   | 3    | 5    | 4    | 2   | 2    | 26    |
| 4   | Spice Engineering        | Spice SE90C                           | 18  | 6    | 3    | 4   | 6    | 7    | 3    | 21  | 10   | 13    |
| 5   | Joest Porsche Racing     | Porsche 962C                          | 11  | 5    | 4    | 7   | 7    | 6    | 7    | 6   | 5    | 8,5   |
| 6   | Porsche Kremer Racing    | Porsche 962C Porsche 962CK6           | 5   | 9    | 5    | 9   | 18   | 18   | 8    | 4   | 7    | 5,5   |
| 7   | Brun Motorsport          | Porsche 962C                          | 6   | 12   | 6    | 5   | 11   | 8    | 12   | 10  | Abd. | 4     |
| 8   | Richard Lloyd Racing     | Porsche 962C GTi                      | 15  | 17   | 11   | 6   | Abd. | Abd. | 11   | 3   | Abd. | 3     |
| 9   | Toyota Team Tom's        | Toyota 89C-V Toyota 90C-V             | 4   | Abd. | 12   | 18  | Abd. | Abd. | Abd. | 7   | Abd. | 3     |

| Couleur | Résultat                     |
| ------- | ---------------------------- |
| Or      | Vainqueur                    |
| Argent  | 2e place                     |
| Bronze  | 3e place                     |
| Vert    | Terminé, dans les points     |
| Bleu    | Terminé, pas dans les points |
| Violet  | Abandon (Ab.) ou (Ret)       |
| Violet  | Non classé (NC)              |
| Rouge   | Pas qualifié (DNQ)           |
| Noir    | Disqualifié (DSQ)            |
| Blanc   | Pas au départ (DNS)          |
| Blanc   | Forfait (WD)                 |
| Blanc   | N'a pas participé (DNP)      |
| Blanc   | Blessé (INJ)                 |
| Blanc   | Exclu (EX)                   |
| Blanc   | Course annulée (C)           |

### Championnat du monde des pilotes
| Pos | Pilote               | Écurie                   | SUZ  | MNZ  | SIL  | SPA  | DIJ | NÜR | DON | MON  | MEX  | Total |
| --- | -------------------- | ------------------------ | ---- | ---- | ---- | ---- | --- | --- | --- | ---- | ---- | ----- |
| 1=  | Jean-Louis Schlesser | Team Sauber Mercedes     | 1    | 1    | Abd. | 8    | 1   | 1   | 1   | 1    | DSQ  | 49,5  |
| 1=  | Mauro Baldi          | Team Sauber Mercedes     | 1    | 1    | Abd. | 8    | 1   | 1   | 1   | 1    | DSQ  | 49,5  |
| 2   | Jochen Mass          | Team Sauber Mercedes     | 2    | 2    | DNQ  | 1    | 2   | 2   | 2   | 9    | 1    | 48    |
| 3   | Andy Wallace         | Silk Cut Jaguar          | Abd. | 4    | 2    | 2    | 4   | 4   | DSQ | Abd. | 3    | 25    |
| 4=  | Michael Schumacher   | Team Sauber Mercedes     |      |      | DNQ  |      | 2   | 2   |     |      | 1    | 21    |
| 4=  | Karl Wendlinger      | Team Sauber Mercedes     | 2    | 2    |      | 1    |     |     |     | 9    |      | 21    |
| 5   | Jan Lammers          | Silk Cut Jaguar          | Abd. | 4    | 2    | 2    | 4   | 4   | DSQ | 15   | Abd. | 21    |
| 6   | Martin Brundle       | Silk Cut Jaguar          | Abd. | 3    | 1    | Abd. | 5   | 3   | DSQ | 15   | Abd. | 19    |
| 7   | Julian Bailey        | Nissan Motorsports Intl. |      | 7    | Abd. | 3    | 3   | DNS | 6   | 2    | 2    | 18    |
| 8   | Mark Blundell        | Nissan Motorsports Intl. |      | Abd. | NC   | 10   | 3   | 5   | 6   | 2    | 2    | 16    |
| 9   | Kenny Acheson        | Nissan Motorsports Intl. | Abd. | 7    | Abd. | 3    | 21  | 9   | 4   | 5    | 4    | 11    |
| 10  | Alain Ferté          | Silk Cut Jaguar          | Abd. | 3    | 1    | DNS  | 5   | 3   | DNS |      |      | 10    |

| Couleur | Résultat                     |
| ------- | ---------------------------- |
| Or      | Vainqueur                    |
| Argent  | 2e place                     |
| Bronze  | 3e place                     |
| Vert    | Terminé, dans les points     |
| Bleu    | Terminé, pas dans les points |
| Violet  | Abandon (Ab.) ou (Ret)       |
| Violet  | Non classé (NC)              |
| Rouge   | Pas qualifié (DNQ)           |
| Noir    | Disqualifié (DSQ)            |
| Blanc   | Pas au départ (DNS)          |
| Blanc   | Forfait (WD)                 |
| Blanc   | N'a pas participé (DNP)      |
| Blanc   | Blessé (INJ)                 |
| Blanc   | Exclu (EX)                   |
| Blanc   | Course annulée (C)           |